# Communauté de communes du Pays de Hautefort
La communauté de communes du Pays de Hautefort est une ancienne communauté de communes française située dans le département de la Dordogne, en région Aquitaine.
Elle faisait partie du Pays du Périgord noir.

## Historique
La communauté de communes du Pays de Hautefort a été créée le 27 décembre 1994 pour une prise d'effet au 1er janvier 1995.
L'élargissement à la commune de Sainte-Trie est arrêté le 28 juillet 2009 pour une prise d'effet au 1er septembre 2009.
Le 1er janvier 2013, Cherveix-Cubas la quitte pour rejoindre la communauté de communes Causses et Rivières en Périgord.
Par l'arrêté préfectoral no 2013150-003 du 30 mai 2013, lui-même complété par l'arrêté no 2013282-0002 du 9 octobre 2013, une fusion est effective au 1er janvier 2014 entre la communauté de communes Causses et Vézère, la communauté de communes du Pays de Hautefort et la communauté de communes du Terrassonnais. La nouvelle entité porte le nom de communauté de communes du Terrassonnais en Périgord noir Thenon Hautefort, renommée communauté de communes Terrassonnais Haut Périgord Noir le 25 octobre 2021.

## Composition
En 2013, la communauté de communes du Pays de Hautefort se composait de douze des treize communes du canton de Hautefort (Cherveix-Cubas en était absente) auxquelles s'ajoutait celle de Sainte-Trie :
1. Badefols-d'Ans
2. Boisseuilh
3. La Chapelle-Saint-Jean
4. Chourgnac
5. Coubjours
6. Granges-d'Ans
7. Hautefort
8. Nailhac
9. Sainte-Eulalie-d'Ans
10. Sainte-Trie
11. Teillots
12. Temple-Laguyon
13. Tourtoirac

## Politique et administration
| Période                                  | Période       | Identité           | Étiquette | Qualité                            |
| ---------------------------------------- | ------------- | ------------------ | --------- | ---------------------------------- |
| ?                                        | avril 2008    | Jean-Marie Queyroi | PS        | Adjoint au maire de Cherveix-Cubas |
| avril 2008                               | décembre 2013 | Gérard Debet       | DVD       | Maire de Badefols-d'Ans            |
| Les données manquantes sont à compléter. |               |                    |           |                                    |

## Compétences
- Action sociale
- Cartes communales
- Collecte des déchets
- Constitution de réserves foncières
- Développement économique
- Environnement
- Gestion du personnel (policiers municipaux et garde champêtre…)
- Habitat
- Projet des Pays
- Schéma de cohérence territoriale (SCOT)
- Tourisme
- Zones d'activités industrielle, commerciale, tertiaire, artisanale ou touristique

### Sources
- Le SPLAF (Site sur la Population et les Limites Administratives de la France)
- La base ASPIC de la Dordogne - (Accès des Services Publics aux Informations sur les Collectivités)